# گورنگا سوکولوویتسا
گورنگا سوکولوویتسا (به صربی: Gornja Sokolovica) یک منطقهٔ مسکونی در صربستان است که در Knjaževac واقع شده است. گورنگا سوکولوویتسا ۴۱ نفر جمعیت دارد.